# Dicranella barbensis
Dicranella barbensis là một loài rêu trong họ Dicranaceae. Loài này được Renauld & Cardot mô tả khoa học đầu tiên năm 1893.